# 米沢彦八
米沢 彦八（よねざわ ひこはち）は落語家の名跡。現在は空き名跡であるが、過去4～5人ほど確認されている。米澤 彦八とも表記する。

## 初代
初代 米沢 彦八（よねざわ ひこはち、生没年不詳）は、江戸時代（元禄から正徳）中期の上方の落語家。一部書籍では1714年7月14日（正徳4年6月3日）に興行先の名古屋で死去したとされている。本名は不明。豊笑堂と号す。
大道に床几を据えるだけの文字通りの辻咄から生玉神社（いくたまじんじゃ、現在の生國魂神社）境内の小屋に、大道芸人が技を競いあい、大いに賑っていた。そのなかで彦八は人の足を止めて注目させるため、「当世仕方物真似（しかたものまね）」の看板を出して興行している。近松門左衛門の『曽根崎心中』「生玉社前の段」で、お初を生玉に連れ出した田舎者が一人で見に行くのも、彦八の物真似興行であり、その知名度の高さが分かる。
彦八の咄は自書の軽口本集『軽口御前男』『軽口大矢数』『祇園景清』などに纏められている。落ちに重点をおいた新鮮な咄が多く、上方落語の原型になったといわれる。そのため、初代露の五郎兵衛、鹿野武左衛門らと共に、「上方落語の始祖」や「落語家（落語）の祖」と呼ばれる。五郎兵衛、武左衛門よりも若かったという。
彦八の演じる姿を描いた挿絵などによると、立烏帽子、大黒頭巾、編み笠、湯呑茶碗などが描かれており、それらを駆使して演じたとみられる。ことに物真似は大名に扮するのが得意だったとされ、後の俄の芸能などに繋がるものがある。
昭和初期まで生玉で製造された、烏帽子をかぶり扇子を持った操り人形「生玉人形」は、彦八がモデルとされる。

## 二代目
2代目 米沢 彦八（よねざわ ひこはち、生没年不詳）は、享保から明和時代に活躍した落語家。本名や初代との関係は不明。風之と号す。三味線や小道具を使って辻話を披露しており、鳴り物を初めて用いた人物とされる。京都の名物男で、軽口本集『軽口福おとし』『軽口耳過宝』などを残し、祇園や四条河原町涼み場などで演じて親しまれた。1768年（明和5年）頃に死去したと思われる。1779年の下河辺拾水著書の『絵本満都鑑』に、京都で興行中の図が掲載されているほか、弟子の存在も確認されており、3代目・4代目の彦八を襲名した人物も確認できるが、詳細は不明である。

## その後
明治時代、特に天満の天神橋界隈には、8軒の寄席があったため「天満八軒」と呼ばれるなど多くの寄席が存在したが、昭和に入り戦後の混乱の中で、寄席は消失し上方落語も衰退した。
その後、3代目桂米朝、6代目笑福亭松鶴らの復興活動により、1957年（昭和32年）には上方落語協会を設立するまでになった。そして1990年（平成2年）、米沢彦八の功績に敬意を表すため、かねてより建立を発案していた松鶴の5年忌に一門が遺志を継ぎ、松鶴の命日である9月5日に、上方落語協会の総意で生国魂神社に「彦八の碑」を建立。その翌年から、上方落語の伝統を身近な人々に広くアピールする目的で「彦八まつり」が開催されている。

なお「彦八の碑」には、次のような印刻がある（旧漢字は新字体に直し、括弧内に説明を加えた）。
遠く宝永正徳の砌（みぎり）、生国魂神社には太平記読み、芝能（しばのう=芝で行われる能楽）、万歳、人形操りなど諸々の芸能者が蝟集（いしゅう）し、就中（なかんずく）米澤彦八の芝居物真似、軽口咄はよく人の頤（おとがい=下顎）を解かしめ、世に彦八咄の称を弘むるに至ったと云ふ。享保年中初代彦八没して後も、幸にしてその滑稽諧謔の精神は絶ゆることなく多くの名人上手輩出してよくその衣鉢（いはつ=業績）を伝え、遂に今日の上方落語の隆盛を将来した。所謂、彦八咄の誕生より数えて凡そ三百年、茲に上方落語家相集ひ更めてその遺業を偲びその伝統を継承し、以て益々の芸道精進を誓うべくこの碑を建立したる次第を略叙し撰文に代わると云爾（しかいう=以上の通り）